# Nina (Stadt)
Nina (auch Nina-Siraran, Nimin und Nimin-Siraran) war eine sumerische Stadt in der Nähe des heutigen Surghul.
Bis zur Gründung des Staates Lagasch durch Ur-Nansche scheint Nina ein selbstständiger Stadtstaat gewesen zu sein. Seit dem Zusammenschluss mit dem namensgebenden Lagasch und der wichtigsten Stadt des Bundes, dem Regierungssitz Girsu, in der Mitte des 3. Jahrtausend v. Chr. bildeten die drei Städte für etwa 500 Jahre eine Einheit. Zur Erinnerung an diese Staatsgründung wurde zu wichtigen Götterfesten auf einem Kanal, der von Girsu über Lagasch bis nach Nina führte, Schiffsprozessionen abgehalten. Der Kanal trug den bezeichnenden Namen Kanal der nach Nina führt. Auch die Götter der drei Städte wurden in dieser Zeit angepasst und verschmolzen. Nina orientierte sich hierbei an Eridu. Stadtgöttin von Nina war Nansche.